# Eric Kierans
Eric William Kierans, PC, OC (* 2. Februar 1914 in Montreal, Québec; † 10. Mai 2004) war ein kanadischer Wirtschaftswissenschaftler, Unternehmer, Wirtschaftsmanager, Hochschullehrer und Politiker der Liberalen Partei Kanadas, der zeitweise Abgeordneter im Unterhaus und Minister war.

## Leben

### Manager, Unternehmer und Hochschullehrer
Nach dem Besuch der École St. Thomas Aquinas und des Collège Loyola absolvierte Kierans ein Studium der Wirtschaftswissenschaften an der McGill University und schloss dieses Studium 1936 mit einem Bachelor of Arts (B.A.). Danach arbeitete er in der Vertriebsabteilung der Ogilvie Flour Mills Co. Ltd. und danach von 1943 bis 1945 in der Vertriebsförderungsabteilung von E.S. and A. Robinson Ltd. and Planned Sales Ltd. Zwischenzeitlich leistete er zwischen 1942 und 1945 seinen Wehrdienst im 2. Bataillon der Victoria Rifles of Canada und wurde zuletzt zum Leutnant befördert. Ein weiteres postgraduales Studium der Rechtswissenschaften beendete er mit einem Doktor der Rechte (LL.D.).
Nach Kriegsende gründete er 1946 das Unternehmen Canadian Adhesives und blieb bis 1960 dessen Präsident und war zugleich von 1952 bis 1960 Präsident von Hygiene Products Ltd. Daneben übernahm er 1953 eine Professur für Wirtschafts- und Finanzwissenschaft an der McGill University und lehrte dort bis 1960. In dieser Zeit war er auch Dekan der Wirtschaftswissenschaftlichen Fakultät dieser Universität. Danach fungierte Kierans zwischen 1960 und 1963 sowohl als Präsident der Börse von Montreal als auch der Börse Kanadas, der Toronto Stock Exchange.

### Abgeordneter und Minister in Québec und Kanada
Seine politische Laufbahn begann Kierans in seiner Heimatprovinz Québec als er als Kandidat der Parti libéral du Québec am 25. September 1963 zum Mitglied der Nationalversammlung von Québec gewählt wurde, und in dieser bis zum 31. Mai 1968 den Wahlkreis Montréal-Notre-Dame-de-Grâce vertrat. Bereits kurz zuvor wurde er am 8. August 1963 von Premierminister Jean Lesage zum Minister für Steuereinkünfte in die Provinzregierung Québecs berufen und behielt dieses Amt bis zum 14. Mai 1965. Im Anschluss war er bis zum Ende von Lesages Amtszeit am 16. Juni 1966 Gesundheitsminister.
Am 6. April 1968 bewarb er sich um die Nachfolger von Lester Pearson als Parteivorsitzender der Liberalen Partei, belegte aber im ersten Wahlgang nur den achten Platz im neunköpfigen Kandidatenfeld. Letztlich setzt sich der bisherige Justizminister Pierre Trudeau im vierten Wahlgang durch und wurde mit 50,9 Prozent zum Vorsitzenden der Liberalen Partei gewählt.
Bei der Unterhauswahl vom 25. Juni 1968 wurde Kierans als Kandidat der Liberalen Partei zum Abgeordneten in das Unterhaus gewählt und vertrat in diesem für eine Legislaturperiode bis zur Unterhauswahl am 30. Oktober 1972 den Wahlkreis Duvernay.
Kurz nach der Wahl wurde er vom nunmehrigen Premierminister Trudeau am 6. Juli 1968 zum Postminister (Postmaster General) in die 20. Regierung Kanadas berufen und bekleidete dieses Amt bis zum 28. April 1971. Zeitgleich war er vom 1. April 1969 bis zum 28. April 1971 auch Kommunikationsminister.
Anschließend nahm er 1972 seine Lehrtätigkeit als Professor für Wirtschafts- und Finanzwissenschaften an der McGill University wieder auf und lehrte dort bis 1980. 1975 wurde er zudem Direktor der Savings and Trust Corporation (Colombie Britannique) und im April 1978 auch Berater des Vorstands der Staatsbetriebe SIDBEC und SIDBEC DOSCO. Nach Beendigung seiner Lehrtätigkeit bei der McGill University wurde Kierans 1980 erneut Präsident von Canadian Adhesives Ltd und 1982 auch Direktor von Kara Investments Limited. Zwischen 1983 und 1984 war er schließlich auch Professor an der Dalhousie University in Halifax.
Aufgrund seiner jahrzehntelangen Verdienste als Wissenschaftler und Politiker wurde Kierans, der auch Fellow des Institute for Research on Public Policy war, am 18. Oktober 1994 zum Officer des Order of Canada ernannt.

## Veröffentlichungen
- Capitalism without capital: the economic implications of depreciation allowances, 1961
- Le Canada vu par Kierans, 1967
- Challenge of confidence: Kierans on Canada, 1967
- Contribution of the tax system to Canada's unemployment and ownership problems, 1973
- Report on natural resources pollcy in Manitoba, 1973
- Our changing Canadian confederation, 1978
- Globalism and the nation-state, 1984
- More jobs, better security, 1987
- Wrong end of the rainbow: the collapse of free enterprise in Canada, Mitautor Walter Stewart, 1988
- Remembering, Mitautor Walter Stewart, 2001